# Franz Kline
Franz Kline (* 23. Mai 1910 in Wilkes-Barre, Pennsylvania; † 13. Mai 1962 in New York) war ein US-amerikanischer Maler.

## Leben und Werk
Franz Kline gehörte zu den führenden Vertretern des abstrakten Expressionismus in den USA. Von 1931 bis 1935 studierte er an der „School of Fine and Applied Arts“ sowie an der „University of Boston“. Nach einem 1937 begonnenen Kunststudium an der „Heatherly School of Fine Arts“ in London zog Kline 1938 nach New York und bezog ein eigenes Atelier. Zwischen 1952 und 1954 war er Lehrer an verschiedenen Instituten, so am Black Mountain College, am Pratt Institute in Brooklyn, sowie an der Philadelphia Museum School of Art.
Stilistisch anfangs noch vom amerikanischen Realismus mit kubistischen Einflüssen geprägt, begann er in den 1930er Jahren mit gegenständlichen Stadtansichten von New York. Inspiriert durch die Dynamik, Geschwindigkeit und Ruhelosigkeit des urbanen Amerika steigerte er sich in die Abstraktion auf immer größerem Malgrund. In diesen Arbeiten, so erklärte er „male er Erfahrungen“. Seine Gemälde lösen sich gegen Ende seiner künstlerischen Tätigkeit vollständig von der Abstraktion hin zur Gegenstandslosigkeit und beschränken sich auf ein äußerst kleines Farbspektrum mit kräftigem Duktus und grober Pinselführung. Ein Beispiel aus dieser Zeit ist die Collage mit Ölfarbe auf Papier aus dem Jahre 1958, die ohne Titel ist (Untitled). Kline zählt neben Jackson Pollock und Willem de Kooning zu den Initiatoren der Malerei des Action Painting.
Franz Kline war Teilnehmer der documenta II (1959) und – postum – der documenta III im Jahr 1964 in Kassel.

## Auszeichnungen und Ehrungen
- 1944: „S. J. Wallace Truman-Preis“ der National Academy of Design, New York
- 1957: Preis des „Art Institute of Chicago“
- 1960: Preis des amerikanischen Erziehungsministeriums; anlässlich seiner Ausstellung in Venedig im gleichen Jahr

## Ausstellungen (Auswahl)
- 1942–1938: National Academy of Design, New York; (jährliche Ausstellungen)
- 1950: Egan Gallery, New York; (Einzelausstellung)
- 1951: 9th Street Art Exhibition
- 1956: Twelve Americans im Museum of Modern Art, New York
- 1958: Galleria la Tartaruga, Rom
- 1958: Galleria del Naviglio, Mailand
- 1960: 30. Biennale Venedig, Venedig

## Werke
- 1955: Vawdavitch. Öl auf Leinwand, 204,9 × 158,1 cm. Ausstellung Royal Academy of Arts, London 2016.
- 1957: Untitled. Öl auf Leinwand, 200,7 cm × 280,4 cm. Christie’s, New York, 14. November 2012, 36 Mio. US-$.